# Alfa Romeo 179
Der Alfa Romeo 179 ist ein Formel-1-Rennwagen, der vom italienischen Automobilhersteller Alfa Romeo in seiner ursprünglichen Form 1979 und 1980 eingesetzt wurde. Auf seiner Basis entstanden die Nachfolgemodelle 179B, 179C und 179D, die bis 1982 an den Start gingen. Sondervarianten sind die Versuchsfahrzeuge 179F und 179T.

## Entstehungsgeschichte
Der Mailänder Automobilhersteller Alfa Romeo unterhielt vor und unmittelbar nach dem Zweiten Weltkrieg ein erfolgreiches Motorsportteam, das mit Giuseppe Farina (1950) und Juan Manuel Fangio (1951) die ersten Formel-1-Weltmeister stellte. Mit der Umstrukturierung des Unternehmens von einem Luxus- zu einem Großserienhersteller zu Beginn der 1950er-Jahre war auch Alfa Romeos Rückzug aus dem Grand-Prix-Sport verbunden. Nach einigen kurzlebigen Versuchen mit McLaren (1970) und March (1971) kehrte die seinerzeit noch zum Staatskonzern IRI gehörende Traditionsmarke mit Beginn der Saison 1976 wieder dauerhaft in die Formel 1 zurück. Anfänglich belieferte das Unternehmen nur das britische Team Brabham mit Motoren; ab 1979 ging es darüber hinaus auch mit einem eigenen Chassis und einem Werksteam an den Start. Den Bau der Motoren und des Chassis sowie die Organisation des Werksteams übernahm das für Motorsport zuständige Tochterunternehmen Autodelta, das von Carlo Chiti geleitet wurde.
Das Werksteam debütierte beim Großen Preis von Belgien 1979 mit dem Alfa Romeo 177, der 1977 entstanden und bei seinem ersten Rennen bereits veraltet war. Im Herbst 1979 debütierte beim Heimrennen in Italien der neu konstruierte Alfa Romeo 179, der bis 1980 im Einsatz blieb und in den folgenden Jahren zum 179C und 179D weiterentwickelt wurde. Die Modellgeschichte der weit verzweigten 179-Familie ist insgesamt unübersichtlich und wird in der Motorsportliteratur nicht einheitlich beschrieben.

## Modellbeschreibung

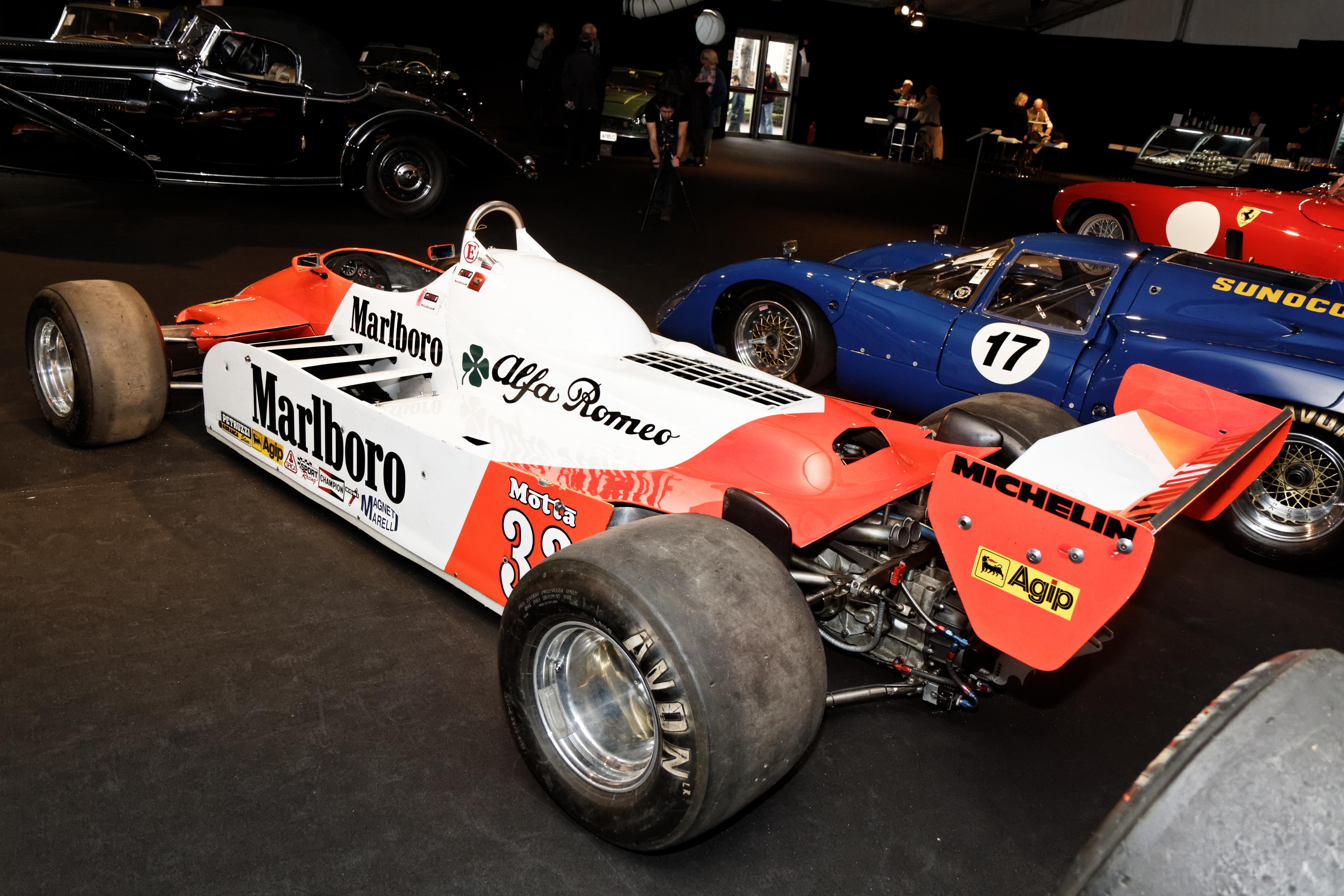
Aerodynamisch effizientes Wing Car mit schmalem Zwölfzylinder-V-Motor: Alfa Romeo 179 (1980)

Der Alfa Romeo 179 war ein komplexes, schweres Auto. Alfa Romeo gab das Gewicht des 179 mit 595 kg an, 5 kg mehr als das vom Reglement geforderte Mindestgewicht. Tatsächlich dürfte das Gewicht jedenfalls der ersten Fahrgestelle um mehrere dutzend Kilogramm höher gewesen sein.

### Chassis
Das Chassis des 179 gilt als Weiterentwicklung des 177; von ihm übernahm das neue Modell zahlreiche Teile. Der Alfa Romeo 179 hat ein Monocoque aus Aluminiumblechen. Vorn und hinten gibt es jeweils eine Doppelquerlenkerachse mit Umlenkhebeln; die Stoßdämpfer sind innenliegend angeordnet.

### Motor
Ein wesentlicher Unterschied zum 177 ist die Motorisierung. Während der 177 noch den älteren, auf das Jahr 1976 zurückgehenden Zwölfzylinder-Saugmotor mit einem Bankwinkel von 180 Grad (Tipo 115-12) hatte, kam im 179 der neu entwickelte Tipo 1260 V12 zum Einsatz, der zu Beginn der Saison 1979 als Kundenmotor bei Brabham im BT48 debütiert hatte. Der wiederum von Carlo Chiti konstruierte Tipo 1260 V12 hat einen Zylinderbankwinkel von 60 Grad und ist damit wesentlich schmaler als der ältere Tipo 115-12. Der Hubraum des Tipo 1260 V12 beträgt 2991 cm³ (Bohrung × Hub: 78,5 mm × 51,5 mm). Er ist mit einer mechanischen Benzineinspritzung ausgerüstet, die die Alfa-Romeo-Tochter Spica entwickelt hatte; die Fahrzeugelektrik kam von Magneti Marelli. Die Leistung des Motors wurde auf etwa 520 PS geschätzt, die bei 12.000 Umdrehungen pro Minute anfielen; andere Quellen geben 525 PS bei 12.300 Umdrehungen pro Minute an. Damit war er der stärkste Saugmotor im Starterfeld – der Cosworth DFV war etwa 30 PS schwächer –, aber der Alfa-Motor galt als komplex, schwer, verbrauchsintensiv und defektanfällig. Die Kraftübertragung übernahm ein handgeschaltetes Getriebe von Alfa Romeo.

### Aerodynamik
Der Alfa Romeo 179 gilt als aerodynamisch effizient. Sein aerodynamisches Konzept wurde unter der Leitung von Robert Choulet bei der von Charles Deutsch gegründeten Société d’Études et de Réalisation Automobiles (SERA-CD) in Paris entwickelt, die im Winter 1978/79 den erfolgreichen Ligier JS11 entworfen hatte. Der Alfa Romeo 179 ist – wie alle zeitgenössischen Rennwagen – als Wing Car gestaltet. Flügelprofile in den Seitenkästen lassen einen Ansaugeffekt entstehen. Alfa Romeos 1260-V12-Motor ragte – anders als der breit bauende Vorgängermotor Tipo 115-12 – nicht in die Seitenkästen hinein und ermöglichte so eine Optimierung des Bodeneffekts. Die Seitenkästen hatten bewegliche Schürzen, die bis auf die Fahrbahn reichten; auf diese Weise war der Unterboden weitgehend abgedichtet. Auch dies erhöhte die Ansaugwirkung. Derartige Schürzen war allerdings nur bis 1980 erlaubt. Eine Regeländerung führte ab 1981 zu ihrer Unzulässigkeit.

### Modifikationen
Die Grundkonstruktion des Alfa Romeo 179 wurde im Laufe der Jahre 1979 und 1980 vielfach in kleinen Schritten weiterentwickelt. Die Modifikationen waren manchmal unstrukturiert und betrafen nicht alle Chassis gleichermaßen, sondern waren üblicherweise auf einzelne Autos beschränkt. So reduzierte Alfa Romeo beim ersten der beiden 1979 aufgebauten Wagen in den ersten Monaten des Jahres 1980 das Gewicht um mehr als 30 kg; zugleich wurde die Verwindungsfestigkeit dieses Autos erhöht. Das sechste, beim Großen Preis von Großbritannien eingeführte Chassis hatte als erster Alfa Romeo einzelne Komponenten aus glasfaserverstärktem Kunststoff.

## Produktion
Wie viele Exemplare des Alfa Romeo 179 in seiner ursprünglichen Fassung entstanden, ist nicht zweifelsfrei geklärt. Ein wesentliches Problem besteht darin, dass Autodelta die Identifikationsnummern für Fahrgestelle und Motoren wiederholt  und scheinbar wahllos austauschte, sodass eine klare Differenzierung und eine eindeutige Zuordnung nicht immer möglich sind.
Eine Quelle hält es für plausibel, dass insgesamt sechs Fahrgestelle vom Typ 179 gebaut wurden. Danach entstanden 1979 zwei Chassis. Im Winter 1979/80 baute Alfa Romeo zwei weitere und im Frühjahr dann noch einmal zwei neue Fahrgestelle auf. Die meisten Rennen bestritt das Team mit den 1980 aufgebauten Autos; bei drei Rennen kam aber auch eines der Chassis von 179 zum Einsatz. Einige Quellen gehen davon aus, dass zwei 1980 gebaute 179-Chassis in veränderter Form als 179B auch noch 1981 an den Start gingen.

## Lackierung

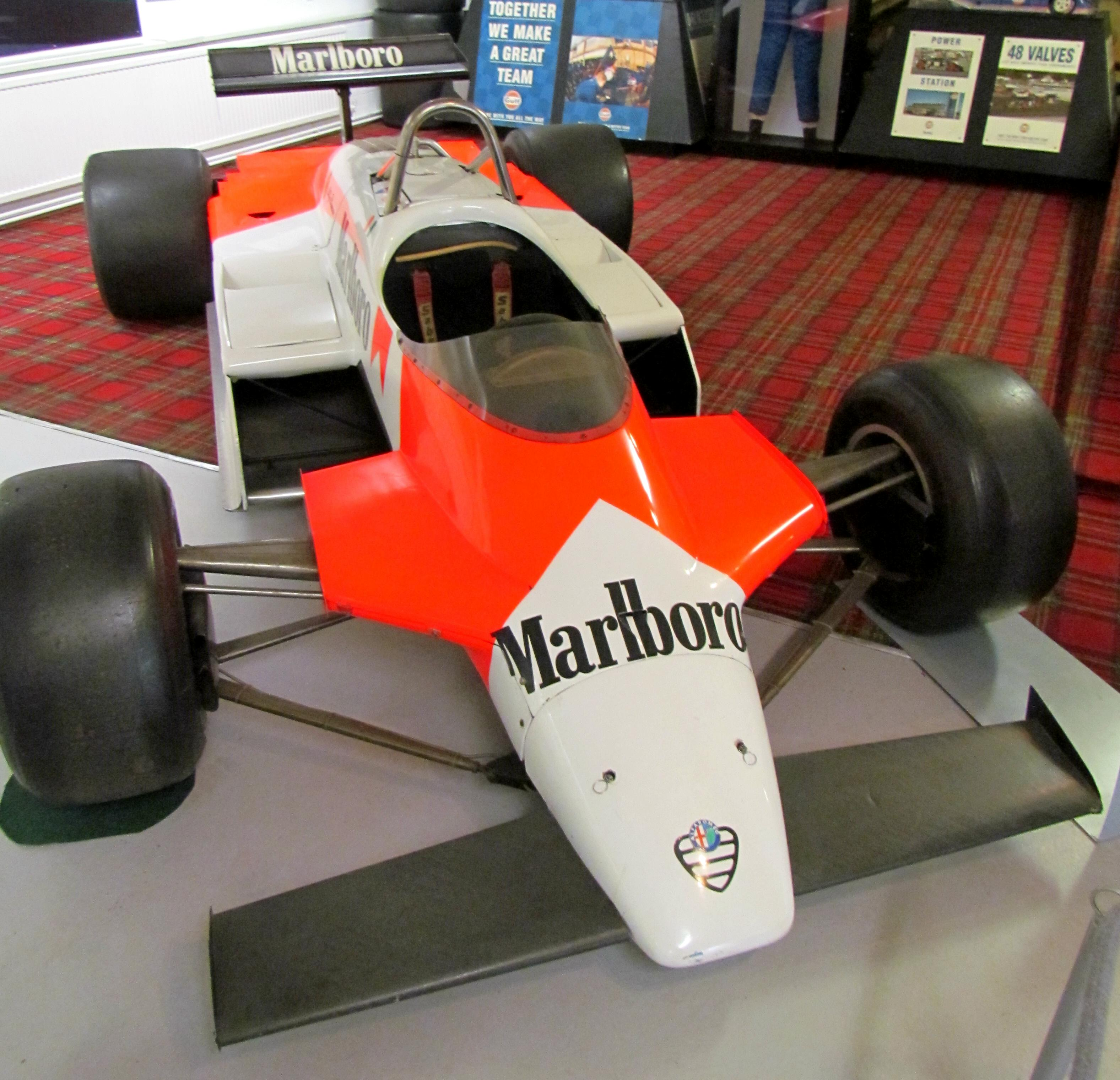
Sponsoring durch Philip Morris (ab 1980)

In seiner Debütsaison war der Alfa Romeo 179 einheitlich in Alfas traditionellem Dunkelrot lackiert. Das Auto hatte nur wenige Sponsoraufkleber. Sie kamen zumeist von Ausrüstern wie Goodyear (Reifen), Agip (Treib- und Schmierstoffe), Champion (Zündkerzen), Magneti Marelli (Fahrzeugelektrik), Scaini (Batterien) und Koni (Stoßdämpfer).
1980 änderte sich die Lackierung in eine Kombination aus Weiß und (hellerem) Rot. Hauptsponsor war nun der Tabakkonzern Philip Morris International, der mit der Zigarettenmarke Marlboro auf den Autos warb. Wegen der auf ihn zurückzuführenden Farbgebung ähnelte der Alfa Romeo optisch den vergleichbar gestalteten Wagen von McLaren.

## Renngeschichte des Alfa Romeo 179

### Saison 1979
Anlässlich des Großen Preises von Italien ersetzte Alfa Romeo den alten 177 durch den 179. Während das Team im bisherigen Verlauf der Saison nur ein Auto eingesetzt hatte, meldete es nun zwei. Als weiteren Fahrer neben Bruno Giacomelli hatte Alfa Romeo den zu dieser Zeit bereits 42 Jahre alten Lokalhelden Vittorio Brambilla verpflichtet. In Monza war der neue 179 noch ein Einzelstück mit Bruno Giacomelli am Steuer; Brambilla fuhr hier noch den alten 177. Giacomelli qualifizierte sich im 179 für den 18. Startplatz, wobei ihm auf die Rundenzeit des Polesetters Jean-Pierre Jabouille im Renault RS10 etwa 3,5 Sekunden fehlten; Brambilla im 177 war 0,6 Sekunden langsamer. Im Rennen fiel Giacomelli in der 28. Runde nach einem Dreher aus; Brambilla kam im 177 als Zwölfter ins Ziel. Beim folgenden Rennen in Kanada wollte Alfa Romeo beide Fahrer mit dem neuen 179 an den Start bringen. Die Organisatoren sahen Alfa Romeo als neues Team an und verlangten eine Teilnahme an einer Vorqualifikation. Daraufhin wurde die Meldung Alfa Romeos zunächst komplett abgelehnt. In einem Kompromiss einigen sich Team und Organisatoren schließlich darauf, einen der beiden Alfa Romeos zur Qualifikation zuzulassen. Das Auto ging an Brambilla, der sich für den Startplatz 18 qualifizierte. Im Rennen schied er nach einem Elektrikdefekt in der 19. Runde aus. Beim Saisonabschluss in den USA wurden die Meldungen beider 179 für Brambilla und Giacomelli akzeptiert. Im Zeittraining belegte Giacomelli erneut den 18. Rang, während Brambilla die Qualifikation knapp verpasste. Im Rennen fiel Giacomelli nach einem Dreher bereits in der ersten Runde aus.

### Saison 1980

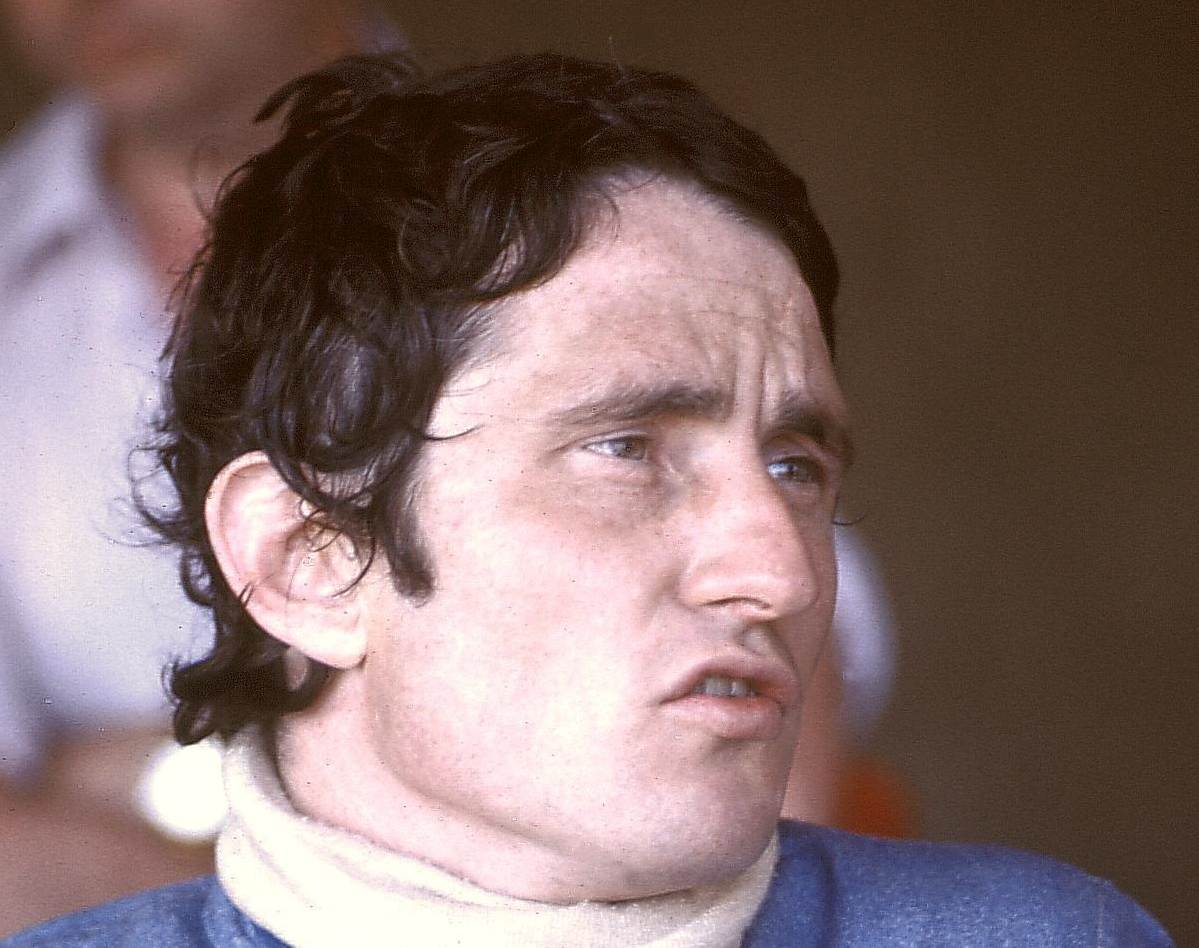
Patrick Depailler

Für die Saison 1980 meldete Alfa Romeo regelmäßig zwei Autos. Neben Giacomelli, der im Team blieb, wurde der ehemalige Ligier-Pilot Patrick Depailler verpflichtet, der nach einer monatelangen verletzungsbedingten Unterbrechung in die Formel 1 zurückkehrte. Das Team erhielt zum Saisonbeginn zwei neu aufgebaute Chassis, die sich von den beiden 1979 hergestellten Fahrzeugen in einigen Details unterschieden; einige Autoren sprechen von Verbesserungen in kleinen Schritten. Die Organisation des Teams war nach wie vor in vielen Bereichen unprofessionell; so dauerte ein Reifenwechsel in Brasilien mehr als 53 Sekunden.
Der Alfa Romeo 179 war schnell, aber unzuverlässig. Wiederholt erreichten die Piloten Qualifikationszeiten, die zu Startplätzen in den ersten vier oder fünf Reihen führten: In Long Beach startete Depailler als Dritter und Giacomelli als Sechster, in Kanada ging Giacomelli als Vierter ins Rennen, und beim Saisonabschluss im US-amerikanischen Watkins Glen erzielte er mit einem Vorsprung von 0,8 Sekunden auf den Nächstplatzierten die Poleposition. Das Team konnte diese Qualifikationsergebnisse aber oft nicht umsetzen. Im Laufe der Saison gab es nur drei Zielankünfte, zwei davon auf Rang fünf (jeweils Giacomelli in Argentinien und Deutschland). In erster Linie waren die Ausfälle auf die Defizite des Autos zurückzuführen. Neben Fahrwerksproblemen, die wiederholt zu Brüchen der Radaufhängung führten, mangelte es vor allem an der Standfestigkeit des Motors.
Am 1. August 1980 verunglückte Patrick Depailler bei Testfahrten, die zwei Wochen vor dem Großen Preis von Deutschland  stattfanden, auf dem Hockenheimring tödlich. Die Ursache für seinen Unfall wurde nie abschließend geklärt; es halten sich Vermutungen, dass eine gebrochene Aufhängung das Unglück auslöste. In Deutschland und eine Woche später in Österreich besetzte Alfa Romeo Depaillers Cockpit nicht neu; das Team ging hier nur mit Giacomelli an den Start.
Für die Großen Preise der Niederlande und Italiens kehrte Vittorio Brambilla zu Alfa Romeo zurück. Er bestritt hier die letzten Formel-1-Rennen seiner Karriere. Bei keinem der beiden Einsätze kam er ins Ziel: In Zandvoort schied er nach einer Kollision mit Geoff Lees (Ensign) aus, in Monza wegen eines Drehers in der vierten Runde, der auf einen Reifendefekt zurückzuführen war. Zu den beiden letzten Saisonrennen in Nordamerika ersetzte Alfa Romeo Brambilla durch Andrea de Cesaris, der bislang für Project Four in der Formel-2-Europameisterschaft gefahren war und nun in der Formel 1 debütierte. In Kanada erreichte de Cesaris den achten und beim folgenden Rennen in den USA den zehnten Startplatz, bei beiden Rennen kam er jedoch nicht ins Ziel.
Am Ende des Jahres belegte Alfa Romeo mit vier Punkten Rang elf der Konstrukteursweltmeisterschaft.

## Weiterentwicklungen des Alfa Romeo 179

### Alfa Romeo 179C

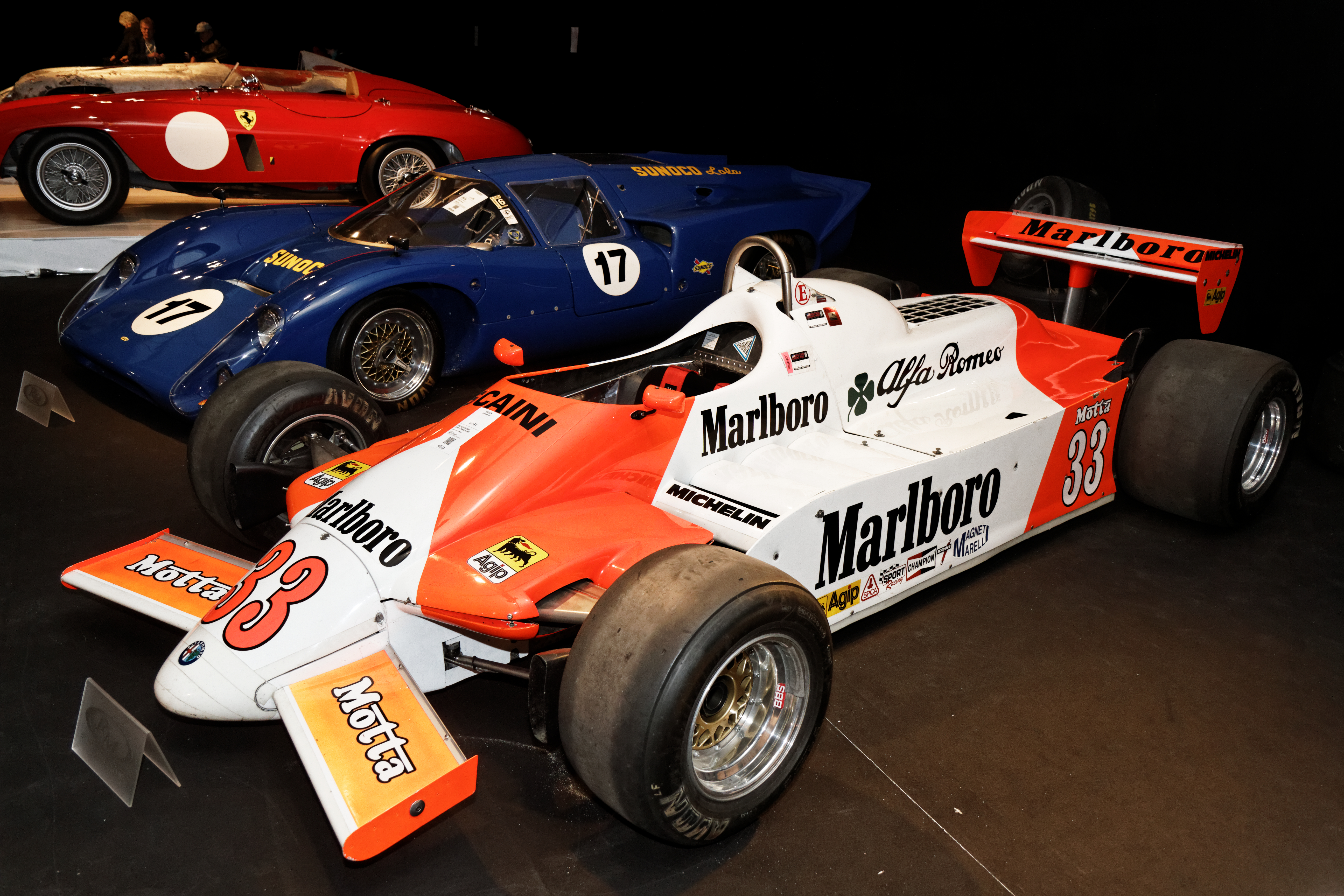
Unmittelbarer Nachfolger des 179: Alfa Romeo 179C (1981)

Für die Saison 1981 baute Alfa Romeo im Winter 1980/81 zwei neue Chassis, um den 179 an das zwischenzeitlich in Kraft getretene Verbot bodentiefer seitlicher Schürzen anzupassen; später kamen noch zwei weitere Chassis hinzu. Die neuen Autos erhielten die Bezeichnung Alfa Romeo 179C. Monocoque, Karosserie und Motor entsprachen weitgehend dem bisherigen 179; abweichend von ihnen hatte der 179C aber einen hydraulischen Mechanismus, mit dem sich die Bodenfreiheit variieren ließ. Die Fahrwerkshydraulik war defektanfällig und brachte nicht den gewünschten Erfolg. Den meisten Quellen zufolge gab Alfa Romeo deshalb den 179C zur Mitte der Saison auf und ersetzte ihn durch den 179B und den 179D. Zu den letzten Rennen der Saison 1981 wurde einer der 179C noch einmal reaktiviert, nachdem er von Gérard Ducarouge überarbeitet worden war.

### Alfa Romeo 179B
Die Bezeichnung Alfa Romeo 179B wird zumeist für drei Chassis verwendet, die bereits 1980 aufgebaut worden waren und in diesem Jahr als Alfa Romeo 179 mehrere Weltmeisterschaftsläufe bestritten hatten. Nach dem Scheitern des 179C im Frühsommer 1981 wurden sie – nun als 179B bezeichnet – vorübergehend reaktiviert, bis der 179D für Mario Andretti einsatzbereit war bzw. der überarbeitete 179C für Bruno Giacomelli zur Verfügung stand. Diese Zuordnung ist in den gängigen Quellen allerdings nicht unbestritten. Mit dem Alfa Romeo 179B kamen Andretti und Giacomelli nur bei zwei Rennen ins Ziel; in keinem Fall erreichen sie einen Weltmeisterschaftspunkt.

### Alfa Romeo 179D

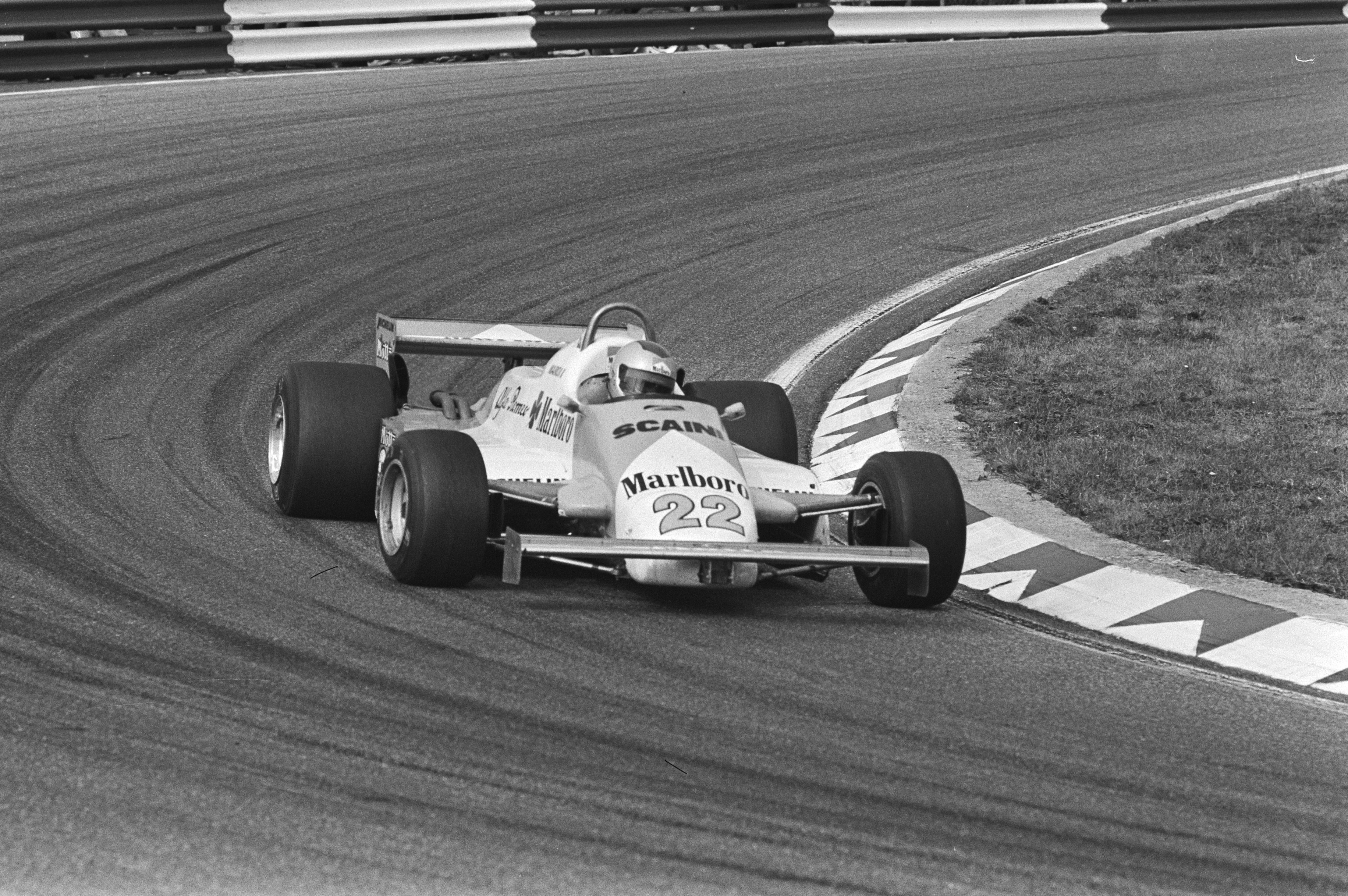
Mario Andretti im Alfa Romeo 179D beim Großen Preis der Niederlande 1981

Der Alfa Romeo 179D war eine Weiterentwicklung des 179C, die im Sommer 1981 debütierte. Von ihr entstanden zwei Chassis. Ob es sich dabei um neu aufgebaute Autos handelte oder ob ältere Chassis der Baureihe 179C verwendet wurden, ist ungeklärt. Der 179D wurde in diesem Jahr ausschließlich von Mario Andretti gefahren. Das erste Chassis beschädigte Andretti bereits bei dem ersten Einsatz irreparabel, das zweite fuhr er bei den restlichen Weltmeisterschaftsläufen der Saison. Mit dem 179D erreichte Alfa Romeo keine Weltmeisterschaftspunkte. Für das Auftaktrennen zur Saison 1982 in Südafrika brachte Alfa Romeo den 179D noch einmal für Andrea de Cesaris an den Start; auch er kam mit dem Auto nicht in die Punkteränge.

## Besondere Versionen

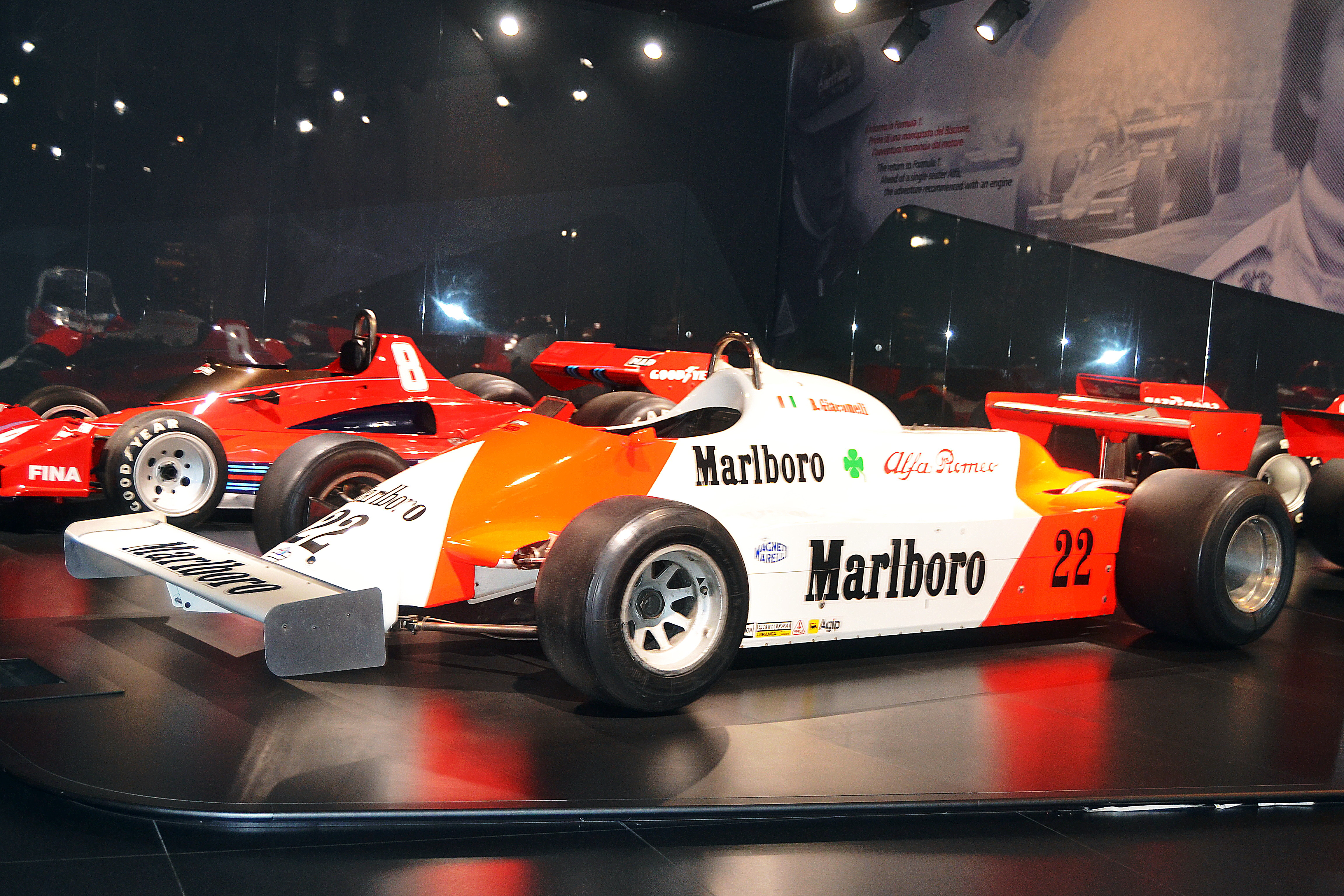
Alfa Romeo 179F

Als Testfahrzeug entstand 1980 der Alfa Romeo 179F, dessen Chassis vollständig aus kohlenstofffaserverstärktem Kunststoff gefertigt war. Der 179F wurde weder bei einem Training noch in einem Rennen eingesetzt.
Eine weitere Spezialversion ist der 179T. Das 1982 gebaute Fahrzeug diente als Testwagen für den V8-Turbomotor Tipo 890T, der ab der Formel-1-Weltmeisterschaft 1983 im Alfa Romeo 183T und später auch bei Osella zum Einsatz kam. Der 179T war das erste Auto, in dem der 890T-Motor getestet wurde. Im gleichen Jahr rüstete Alfa Romeo zu Testzwecken auch einen 182D mit dem Turbomotor aus; dieses Fahrzeug wird als 182T bezeichnet.

## Rennergebnisse Alfa Romeo 179
| Fahrer        | Nr.  | 1   | 2   | 3   | 4   | 5   | 6   | 7   | 8   | 9 | 10  | 11  | 12  | 13  | 14  | 15  | Punkte | Rang |
| ------------- | ---- | --- | --- | --- | --- | --- | --- | --- | --- | - | --- | --- | --- | --- | --- | --- | ------ | ---- |
| 1979          | 1979 |     |     |     |     |     |     |     |     |   |     |     |     |     |     |     | 0      | –    |
| B. Giacomelli | 35   |     |     |     |     |     |     |     |     |   |     |     |     | DNF | DNP | DNF | 0      | –    |
| V. Brambilla  | 36   |     |     |     |     |     |     |     |     |   |     |     |     |     | DNF | DNQ | 0      | –    |
| 1980          | 1980 |     |     |     |     |     |     |     |     |   |     |     |     |     |     |     | 4      | 11   |
| P. Depailler  | 22   | DNF | DNF | NC  | DNF | DNF | DNF | DNF | DNF |   |     |     |     |     |     |     | 4      | 11   |
| V. Brambilla  | 22   |     |     |     |     |     |     |     |     |   |     | DNF | DNF |     |     |     | 4      | 11   |
| A. de Cesaris | 22   |     |     |     |     |     |     |     |     |   |     |     |     | DNF | DNF |     | 4      | 11   |
| B. Giacomelli | 23   | 5   | 13  | DNF | DNF | DNF | DNF | DNF | DNF | 5 | DNF | DNF | DNF | DNF | DNF |     | 4      | 11   |